# Le Mesnil-sous-Jumièges
Le Mesnil-sous-Jumièges is een gemeente in het Franse departement Seine-Maritime (regio Normandië) en telt 638 inwoners (2014). De plaats maakt deel uit van het arrondissement Rouen.

## Geografie
De oppervlakte van Le Mesnil-sous-Jumièges bedraagt 6,84 km², de bevolkingsdichtheid is 93 inwoners per km².
De onderstaande kaart toont de ligging van Le Mesnil-sous-Jumièges met de belangrijkste infrastructuur en aangrenzende gemeenten.

## Demografie
Onderstaande figuur toont het verloop van het inwonertal (bron: INSEE-tellingen).